# ناو کلاس اجار
کروزر کلاس اجار (به انگلیسی: Edgar-class cruiser) یک کلاس از کشتی است که طول آن ۳۸۷٫۵ فوت (۱۱۸٫۱ متر) می‌باشد.